# Achaguas (Venezuela)
Pour les articles homonymes, voir Achaguas.
Achaguas est une ville du Venezuela, capitale de la paroisse civile d'Urbana Achaguas et chef-lieu de la municipalité d'Achaguas dans l'État d'Apure.

## Géographie

### Situation
La ville est située à 80 kilomètres de la capitale de l'État, San Fernando de Apure.

## Histoire
La ville est fondée en 1774 sous le nom de Santa Bárbara de la Isla de los Achaguas par Fray Alonso de Castro.

## Monument
On y trouve l’église appelée le sanctuaire du Nazaréen, que la Conférence épiscopale du Venezuela de l’Église catholique reconnaît comme sanctuaire national, depuis 2010.

## Sources
- (es) Cet article est partiellement ou en totalité issu de l’article de Wikipédia en espagnol intitulé « Achaguas » (voir la liste des auteurs).